# Согласование (грамматика)
Согласова́ние — одна из трёх основных разновидностей подчинительной синтаксической связи (наряду с управлением и примыканием). Заключается в уподоблении зависимого компонента господствующему в одноимённых грамматических категориях (в роде, числе, падеже, лице), при котором изменение господствующего слова влечёт соответствующее изменение зависимого: рус. зелёное (единственное число, средний род, именительный падеж) дерево, зелёного (единственное число, родительный падеж) дерева, зелёных (множественное число, родительный падеж) деревьев.
Число граммем, повторяющихся в компонентах словосочетания, зависит как от количества словоизменительных категорий главенствующего слова, так и от набора категорий зависимого. Так, в русском языке прилагательное в полной форме, выступающее в качестве определения, согласуется с существительным в числе, роде (для единственного числа) и падеже, существительное-приложение — лишь в числе и падеже (ср. мужчина-космонавт, женщина-космонавт), а во французском языке как прилагательное, так и артикль согласуются с существительным в числе и роде (для единственного числа).

## Общая характеристика
Согласование — чисто грамматическая связь (в отличие от управления): зная форму главного слова, можно назвать форму зависимого, не обращаясь к лексическому значению какого-либо из компонентов связи.
Согласование является слабой связью (в отличие от сильных разновидностей управления и примыкания), поскольку не существует таких главных слов, которые всегда требовали бы согласованных с ними зависимых в качестве необходимого условия своего употребления. Однако это не исключает наличия случаев, когда зависимое обязательно: в предложениях Наш приход всех обрадовал, У него был усталый вид выделенные зависимые не могут быть устранены.
Главным словом при согласовании считается то, форма которого определяется исключительно передаваемым в высказывании смыслом; форма зависимого выбирается ещё и в соответствии с формой главного. Однако в некоторых сочетаниях (ср. рус. юноша-студент) данный критерий не позволяет различить главный и зависимый элементы, и они выделяются исключительно из смысловых соображений.

## Типы
Согласование может быть полным и неполным. При неполном согласовании уподобление зависимого слова главному происходит не во всех имеющихся у них одноимённых категориях: к примеру, в сочетаниях с количественными числительными (два больших стола, две больших книги) прилагательное больших согласуется с существительными лишь в падеже, не согласуясь в числе, а числительное два согласуется с существительными в роде, но не в падеже.

## Способы описания
Обычно в описаниях грамматик языков согласование представляется как совпадение грамматических значений (или их определённых элементов, например падежа, числа, рода) у существительного и связанного с ним слова. Однако это не единственный способ описания: так, в традиционной эстонской грамматике содержится правило о том, что в эстонском языке при существительном в сопроводительном падеже прилагательное употребляется в родительном падеже. Существует также вариант рассмотрения согласования, при котором общая для компонентов связи граммема объявляется характеристикой не отдельных словоформ, а содержащей их составляющей в целом.